# 3169 Ostro
3169 Ostro, med den preliminära beteckningen 1981 LA, är en asteroid i inre huvudbältet upptäckt den 4 juni 1981 av den amerikanske astronomen E. Bowell vid Flagstaff (AM). Den är uppkallat efter den amerikanska rymdforskaren Steven J. Ostro vid Jet Propulsion Laboratory vid California Institute of Technology.
Den tillhör asteroidgruppen Hungaria.